# Катаиб
Лива́нская фалангистская па́ртия «Катаи́б» (араб. حزب الكتائب اللبنانية‎ Хизб аль-Катаи́б аль-Любнани́йя) — ливанская правая националистическая политическая партия, в основном представляющая интересы ливанских христиан-маронитов. Основана в 1936 году Пьером Жмайелем как праворадикальная фалангистская организация. Являлась ведущей силой правохристианского лагеря во время гражданской войны 1975—1990 годов. В период сирийской оккупации Ливана находилась в состоянии кризиса. После Кедровой революции 2005 года вернулась под управление клана Жмайелей и перешла на позиции правой христианской демократии. Входит в Коалицию 14 марта.

## Название
Партия «Катаиб» также известна как «Ливанские фаланги» и «Партия фалангистов». Катаиб — множественное число слова катиба, являющегося переводом на арабский язык с греческого слова фаланга, обозначавшего боевой порядок (строй) пехоты в Древней Македонии и Греции.

## Основание
Основателем Ливанской фаланги выступил маронитский предприниматель-фармацевт и президент Ливанской футбольной федерации Пьер Жмайель. Он придерживался праворадикальных националистических взглядов, симпатизировал итальянской фашистской партии и Испанской фаланге. В 1936 году Жмайель побывал на Берлинской Олимпиаде. На него произвели сильное впечатление динамизм и сплочённость НСДАП.
Пьер Жмайель посетил Германию, Италию, Испанию, Чехословакию. Во всех этих странах он тщательно изучал политические и организационные принципы ультраправых движений. Вернувшись в Ливан, он приступил к организации «Катаиба», опираясь на активную христианскую молодёжь, особенно из спортивного движения. Его ближайшими сподвижниками стали четверо молодых ливанцев: Шарль Элу (в 1964 году ставший президентом Ливана), Шафик Насиф, Эмиль Яред и Жорж Наккаш. Политической соратницей мужа была Женевьева Жмайель. Силовые структуры «Катаиба» организовывал и возглавлял Уильям Хауи.

В фалангистской партии нет соперничающих фракций. Секрет успеха — в дисциплине, порядке и взаимной верности всех нас. Член партии свободен снаружи, но дисциплинирован внутренне. В партии нет компромиссных позиций. Или подчиняешься, или уходишь.

Пьер Жмайель

## Идеология и политика
Идеология «Катаиба» никогда не являлась нацистской. Партийная доктрина основывалась на ливанском национализме с выраженными элементами финикизма, восточно-католическом солидаризме, правом социальном популизме, «экономике Третьего пути» и скорее напоминала южноевропейский — итальянский, испанский, французский — фашизм. Партийным девизом стала триада Бог, страна и семья. Однако первые годы в униформу ливанских фалангистов входили коричневые рубашки, как у немецких штурмовиков, использовалось нацистское приветствие. Позднее Пьер Жмайель вспоминал, что в нацистской Германии его привлекали исключительно дисциплина и организованность.

Ливанская фаланга сознательно обращалась к низам, ориентировалась на христианские массы. Жмайели пробивались в жизни через бизнес и спорт. В политике и пропаганде фалангистов важное место занимал «антифеодальный» мотив – против аристократических кланов. В том числе христианских.

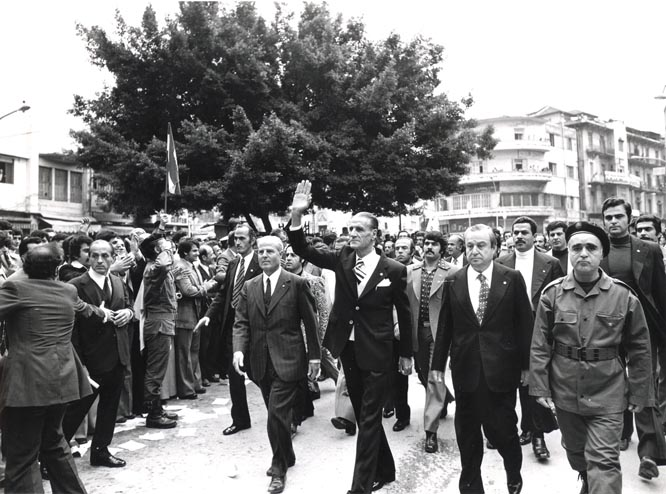
Празднование годовщины основания партии в 1971 году. В центре — Пьер Жмайель, слева от него — Уильям Хауи.

Фалангисты решительно выступали за независимость Ливана — причём не только от французского мандата, но и от арабских соседей, прежде всего Сирии. Партия решительно отвергала идеи панарабизма. При этом суверенитет Ливана рассматривался фалангистами как ценность именно для ливанских христиан, воспринимаемых как самостоятельная национально-этническая общность. В христианской общине опорой «Катаиба» являлись прежде всего католики-марониты. Фалангисты активно участвовали в движении за независимость, которая была достигнута 22 ноября 1943 года.
До конца 1950-х годов влияние «Катаиба» не было значительным. В ливанской политике доминировала «маронитская аристократия» организованная в Конституционный блок Бишары эль-Хури и Камиля Шамуна. Положение резко изменил ливанский кризис 1958 года. «Катаиб» безоговорочно поддержал прозападного президента Шамуна. Партийные боевики активно участвовали в подавлении левого мятежа насеристов и панарабистов. Даже после отставки Шамуна, при президенте Фуаде Шехабе, Пьер Жмайель стал членом правительства и с тех пор многократно занимал министерские посты.
В качестве министра здравоохранения, министра общественных работ, министра финансов, министра внутренних дел, министра туризма лидер «Катаиба» инициировал 440 инфраструктурных проектов и новое социально-трудовое законодательство. В идеологии «Катаиба» усилились социальные акценты, к названию партии стала добавляться характеристика «социал-демократическая». В этом состояло важное отличие фалангистов от Национально-либеральной партией (НЛП) Камиля Шамуна. В своей экономической программе «Катаиб» постоянно колебался между социальным популизмом и экономическим либерализмом, но обычно преобладало первое направление.
В 1961 году была официально конституирована партийная силовая структура — Силы регулирования Катаиб, фалангистская милиция.

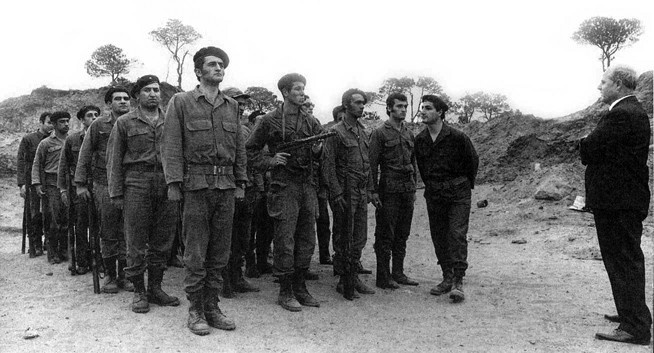
1972 год. Уильям Хауи и Башир Жмайель инспектируют тренировочный лагерь милиции «Катаиб»

В 1968 году «Катаиб» вошёл в христианскую коалицию с НЛП Камиля Шамуна и Национальным блоком Раймона Эдде. На выборах в парламент Ливана партия получила 9 мест из 99, что являлось значительным результатом, поскольку большинство депутатов составляли независимые.

## В гражданской войне

### Авангард правохристианского лагеря

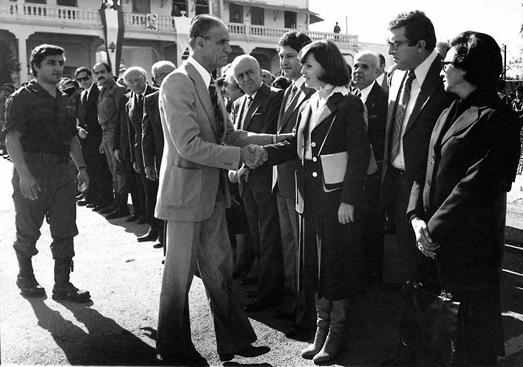
Башир и Пьер Жмайели приветствуют гостей на годовщине основания партии в 1977 году

В 1975 году началась гражданская война в Ливане. Партия «Катаиб» являлась одним из ведущих участников правохристианской коалиции Ливанский фронт. Фалангистская милиция стала сильнейшим элементом правохристианской военной организации Ливанские силы. Лидерство в правохристианском лагере обошлось «Катаибу» в 5 тысяч погибших активистов.
13 апреля 1975 милиция «Катаиб» оказалось вовлечённой в Автобусную резню, осенью активно участвовала в Битве отелей — бейрутских столкновениях христианских милиций (фалангисты, Милиция Тигров НЛП, Стражи кедров, Танзим, и Марада) с боевиками Организации освобождения Палестины (ООП), Прогрессивно-социалистической партии (ПСП), Ливанской компартии и их союзниками по антиправительственному Ливанскому национальному движению.
Боевики-фалангисты сыграли решающую роль в главной битве первого этапа войны — сражении за Тель-Заатар летом 1976 года. Это был период наибольшей идеологизации войны, когда водораздел проходил между правыми антикоммунистами и «левомусульманским» блоком.
Крупнейшая база ООП была взята 12 августа 1976. При осаде Тель-Заатара погиб Уильям Хауи, после чего военизированные формирования «Катаиба» возглавил сын Пьера Жмайеля Башир Жмайель.
В то же время на фалангистов возлагалась ответственность за убийства гражданских лиц в Чёрную субботу 6 декабря 1975 и при резне в Карантине 18 января 1976.
Фалангисты являлись основной силой правохристианского лагеря в Стодневной войне 1978 года против сирийских войск. Длительные ожесточённые бои завершились победой правохристиан.
В начале 1981 года в Бекаа началась Битва при Захле между правохристианами и сирийско-палестинскими силами. В результате полугодовых боёв правохристиане под командованием Башира Жмайеля одержали стратегическую победу. Лично Башир Жмайель-младший, как член высшего партийного органа — политбюро «Катаиба», командующий фалангистскими вооружёнными силами и партийной службой безопасности, выдвинулся в фактические лидеры партии, хотя формально председательский пост продолжал занимать Пьер Жмайель-старший. В июне 1982 года Башир Жмайель стал членом Совета национального спасения, созданного президентом Ливана Ильясом Саркисом.
В отличие от Армии Южного Ливана Саада Хаддада, фалангисты не шли на открытое сотрудничество с Израилем, однако выступали на израильской стороне в борьбе против ООП и оперативно взаимодействовали с ЦАХАЛ (например, в Битве при Захле израильская авиация блокировала сирийские ВВС, обеспечив «Ливанским силам» наземное превосходство). В период Ливанской войны 1982 года «Катаиб» придерживался благожелательного к Израилю нейтралитета.

### Борьба за доминирование

#### Разгром движения «Марада» —Эденская резня
«Катаиб» вёл также жёсткую борьбу за доминирование в правохристианском лагере. Эта программа была названа «единство винтовки». Главными конкурентами фалангистов являлись НЛП и движение Марада. Противоречия основывались не только на клановом противостоянии Жмайелей («Катаиб») с Шамунами (НЛП) и Франжье («Марада»), но и на различиях в социальной ориентации: НЛП и «Марада» представляли «старую аристократию времён французского мандата», тогда как «Катаиб» активно обращался к маронитским «низам», выступая с социально-популистских позиций. Важное значение имело также различие внешних союзов: «Марада» сохраняла альянс с Сирией, фалангисты сближались с Израилем.
13 июня 1978 года боевики-фалангисты под командованием Самира Джааджаа и Ильяса Хобейки атаковали особняк Тони Франжье-младшего (сын президента Сулеймана Франжье) в городе Эден. В результате боя погибли более тридцати человек. Тони Франжье был убит вместе с женой и дочерью. Башир Жмайель охарактеризовал Эденскую резню как «социальный бунт против феодализма».

#### Удар по национал-либералам —резня в Сафре
7 июля 1980 года фалангисты учинили резню в Сафре — убийство около 200 членов НЛП, в том числе более 80 боевиков партийной Милиции Тигров. Командиру «Тигров» Дани Шамуну-младшему позволили уйти живым только для того, чтобы не создавать непримиримой вражды между отцами — Пьером Жмайелем и Камилем Шамуном.
После этого Камиль Шамун распустил «Милицию Тигров», боевики НЛП перешли в «Ливанские силы» под командование Башира Жмайеля. Главенство «Катаиба» в правохристианском лагере стало неоспоримым.

### Гибель Башира Жмайеля
23 августа 1982 года парламент избрал Башира Жмайеля президентом Ливана. «Катаиб» становился победителем гражданской войны. Однако ситуацию резко переломил теракт в Бейруте 14 сентября 1982. Башир Жмайель погиб до официального вступления в должность. Гибель волевого, популярного и харизматичного лидера стала сильнейшим ударом по «Катаибу». Партийное влияние оказалось непоправимо подорвано.
16 сентября—17 сентября была совершена резня в Сабре и Шатиле. Расследование Комиссии Кахана установило ответственность фалангистов, мстивших таким образом за убийство Башира Жмайеля. Главным виновником резни считается Ильяс Хобейка.
Новым президентом был избран брат Башира, старший сын Пьера — Амин Жмайель. 17 мая 1983 года он заключил мирный договор с Израилем. Амин Жмайель выступал за депортацию из Ливана всех палестинских беженцев. Однако старший брат не обладал энергией и авторитетом младшего, не располагал должным уровнем политической и силовой поддержки.
Фактическое руководство «Катаиба» — при том, что председателем оставался Пьер Жмайель-старший — перешло к группе партийных военачальников: командующему «Ливанскими силами» Фади Фрему, начальнику штаба Фуаду Абу Надеру (племянник Башира Жмайеля), командиру фалангистского спецназа Самиру Джааджаа, руководителю партийной службы безопасности Ильясу Хобейке, командиру женского подразделения фалангистской милиции Жослин Хуэйри. Все они провозглашали принцип верности наследию Башира Жмайеля — «президента навеки».

### Поражения и падение влияния
Период 1983—1984 годов был малоудачным для «Катаиба». Под командованием Фади Фрема «Ливанские силы» в союзе с правительственной армией участвовали в Горной войне. Эти бои закончились серьёзным поражением правохристиан в Горном Ливане и Бейруте. Победу одержала коалиция друзского ополчения, шиитского движения Амаль, ПСП и других левых сил, при решающей поддержке Сирии. Ответственность за поражение была возложена на Фрема, который, по мнению других правохристианских командиров, недооценил силы противника и не проработал должным образом  и тактику боёв. Осложнились отношения Фади Фрема с президентом Амином Жмайелем. В марте 1984 года командование «Ливанскими силами» принял Фуад Абу Надер, которому удалось в некоторой степени выправить положение; усилились также позиции Самира Джааджаа.
4 марта 1984 ливано-израильский мирный договор от 17 мая 1983 был расторгнут Амином Жмайелем под давлением просирийских сил. Пьер Жмайель одобрил этот вынужденный шаг сына. Решение Жмайелей вызвало, однако, резкий протест «Ливанских сил» во главе с Фуадом Абу Надером, которые сохраняли союз с Израилем. Между партийным руководством «Катаиба» и фалангистской милицией обозначился раскол.
29 августа 1984 умер Пьер Жмайель, до конца жизни возглавлявший «Катаиб» и представлявший партию в правительстве Ливана. Председательский пост занял личный врач Жмайеля-старшего Элие Карам. Кончина основателя Ливанской фаланги нанесла партии очередной тяжёлый удар. «Катаиб» практически полностью потерял политическое влияние. Произошёл временный обрыв партийной исторической традиции. В партии не стало общепризнанных авторитетов, какими были Жмайель-старший и его младший сын.

### Междоусобный раскол
В начале 1985 года в «Катаибе» разгорелся внутрипартийный конфликт между Амином Жмайелем как политическим лидером и радикальными полевыми командирами Самиром Джааджаа и Ильясом Хобейкой. Попытка Жмайеля исключить Джааджаа из партии привела к вооружённому бунту. Боевики Джааджаа и Хобейки арестовали сторонников президента и разоружили их ополчение. После этого Хобейка и Джааджаа выступили против Фуада Абу Надера, командующего «Ливанскими силами». Абу Надер имел возможность подавить бунт, но не пожелал участвовать в междоусобице и подал в отставку.
В начале 1986 года произошёл раскол между Джааджаа и Хобейкой, поскольку Хобейка ориентировался на союз с Сирией, тогда как Джааджаа был категорическим противником режима Хафеза Асада. В Бейруте завязались ожесточённые бои, победу в которых одержал Джааджаа и его сторонники. 15 января 1986 Самир Джааджаа был объявлен единоличным главой «Ливанских сил».
При поддержке Джааджаа председателем «Катаиба» вместо Элие Карама был избран ветеран фаланги Жорж Сааде, давний соратник Пьера Жмайеля. Однако в партии устанавливался организационный сумбур, многие руководители и рядовые члены не признавали друг друга. Ильяс Хобейка практически открыто действовал в качестве сирийского агента. Восстановить единство «Катаиба» на основе борьбы за национальный суверенитет против сирийской угрозы безуспешно пытался Фуад Абу Надер.
Раскол усугубился событиями 1989—1990 годов, когда Самир Джааджаа сначала поддержал Таифские соглашения об урегулировании и генерала Мишеля Ауна, а затем вступил с Ауном в жёсткую вооружённую конфронтацию. Дезорганизация партии «Катаиб» и «Ливанских сил» явилась одной из причин того, что итогом гражданской войны в Ливане стала сирийская оккупация.

## В период сирийского контроля
Жорж Сааде во главе «Катаиба» занял лояльную позицию по отношению к сирийскому присутствию в Ливане. Тот же курс продолжил Мунир Хадж ставший председателем после кончины Сааде в 1998 году. В 2001 году его сменил Карим Пакрадуни. При председателе Пакрадуни политика «Катаиба» стала полностью просирийской. Последовательные ливанские националисты подвергались преследованиям. Был исключён из партии Фуад Абу Надер. Ещё в 1994 году приговорён к пожизненному заключению Самир Джааджаа. С другой стороны, в 2002 году в результате теракта погиб Ильяс Хобейка.
В 1990-е и первую половину 2000-х «Катаиб» практически перестал походить на историческую Ливанскую фалангу. Новые руководители отошли от принципа суверенитета Ливана, подчинились сирийскому контролю, фактически оставили прежние социальные установки. Приверженцы традиции "Катаиба" группировались вокруг Амина Жмайеля (ставшего главой клана) и Фуада Абу Надера (собравшего группу фалангистских ветеранов гражданской войны).
Амин Жмайель после истечения 22 сентября 1988 года срока его президентских полномочий эмигрировал из Ливана. Возвратившись в 2000 году, он выступил против сирийского военного присутствия. Началась предвыборная кампания Пьера Жмайеля-младшего — сына Амина Жмайеля, внука Пьера Жмайеля — вернувшегося в Ливан тремя годами ранее вместе с братом Сами Жмайелем. Возвращение Жмайелей не приветствовалось официальным руководством партии. Однако среди рядовых членов «Катаиба» семья Жмайелей пользовалась большим авторитетом. Дабы отмежеваться от руководства Сааде—Хаджа—Пакрадуни, сторонники Жмайелей стали называть себя «Основа „Катаиб“» или «Реформистское движение „Катаиб“».
Фуад Абу Надер подвергался судебному преследованию и принуждался к эмиграции. Однако он вёл активную оппозиционную деятельность, организовывал антисирийские демонстрации.

## После Кедровой революции
14 февраля 2005 года был убит популярный в Ливане экс-премьер Рафик Харири. Это вызвало массовое возмущение. Протесты переросли в Кедровую революцию против сирийской оккупации. Фалангисты — сторонники Жмайелей и Абу Надера — приняли активное участие в антисирийских демонстрациях. Был освобождён из тюрьмы Самир Джаджаа, возглавивший новую политическую партию на основе «Ливанских сил».
«Реформистское движение „Катаиб“» вошло в Коалицию 14 марта — альянс партий, выступающих против сирийского и иранского влияния на политику Ливана. На выборах в июне 2005 года "Катаиб" получил 4 мандата в парламенте. 3 из них достались сторонникам Жмайелей, 1 — представителю Пакрадуни.
По инициативе Пьера Жмайеля-младшего было заключено внутрипартийное соглашение. По замыслу авторов, оно открывало новую страницу в истории партии. Предусматривалось назначение Амина Жмайеля президентом «Катаиба». Пакрадуни оставался председателем. На 2007 год назначались перевборы руководства. Эти условия были приняты. Однако Сами Жмайель, преданный памяти и традиции своего дяди Башира, посчитал договорённость беспринципной и в знак протеста он вышел из «Катаиба», основав центр политических исследований «Любнануна» (рус. «Наш Ливан»).
В июле 2005 года «Катаиб» принял участие в формировании правительства Фуада Синьоры. Пьер Жмайель-младший, сыгравший важнейшую роль в реорганизации и развитии «Катаиба», был назначен министром промышленности Ливана. Именно с его именем стали связываться дальнейшие перспективы партии. Однако 21 ноября 2006 года Пьер Амин Жмайель был расстрелян вместе с охранниками в собственном автомобиле в пригороде Бейрута. Убийство, в организации которого были обвинены сирийские спецслужбы, нанесло очередной тяжёлый удар по партии (проводились сравнения с гибелью Башира Жмейеля). На состоявшихся дополнительных выборах освободившееся место в парламенте досталось Свободному патриотическому движению Мишеля Ауна. Ранее, 19 сентября 2006, погиб ещё один депутат от «Катаиба» — Антуан Ганем.
После этих событий в «Катаиб» вернулся Сами Жмайель вместе со своими коллегами из «Любнануны». Председателем «Катаиба» с 2007 по 2015 являлся Амин Жмайель. Сами Жмайель исполнял функции центрального координатора партийных структур. Возвращение Сами, занимающего последовательную фалангистскую позицию, и шок от убийства Пьера Амина увеличили поддержку партии избирателями Ливана. Однако на выборах 2009 года «Катаиб» выступал в составе «Коалиции 14 марта» получила лишь около 4 % голосов и 5 парламентских мандатов из 128 (другая партия фалангистского происхождения — «Ливанские силы» Джааджаа — 6,3 % и 8 мандатов).
14 июня 2015 года председателем «Катаиба» был избран Сами Жмайель, его заместителями — Жозеф Абу Халил и Салим Сайе.

## Современное состояние
Председателем «Катаиба» с 2015 года является Сами Жмайель. Почётным президентом — Амин Жмайель, олицетворяющий историческую преемственность от времён Пьера-старшего и Башира. Видную роль в партийном руководстве играет Соланж Жмайель — вдова Башира, тётя Пьера Амина и Сами. Наиболее радикальную Особую позицию занимает Надим Жмайель — сын Башира и Соланж — склонный к альянсу с «Ливанскими силами» Самира Джааджаа. Состоит в «Катаибе» Юмна Жмайель, дочь Башира и Соланж. Восстановил членство в партии Фуад Абу Надер, возглавляющий также движение Фронт свободы.
Таким образом к руководству «Катаиба» вернулся семейный клан Жмайелей. Подчёркивается приверженность современного «Катаиба» исторической традиции Ливанской фаланги. Фуад Абу Надер заявляет о «гордости прошлым». Жозеф Абу Халил — активист «Катаиба» с первой половины 1940-х, соратник основателя партии, олицетворяющий связь времён — усматривает в Сами Жмайеле черты Пьера Жмайеля-старшего.
Идеологически современная «Катаиба» в целом придерживается правой христианской демократии. Позиции Абу Надера и его сторонников отличаются социальным уклоном. Партия требует пересмотра Таифских соглашений 1989 года, считая, что они нарушают суверенитет Ливана в пользу Сирии. «Катаиб» противостоит исламистской Хезболле и рассматривается как бастион против сирийского и иранского влияния. Высказывается за административную децентрализацию Ливана вплоть до федерализации — в этом видится залог свободного развития всех конфессиональных и социокультурных групп. Подчёркивается мотив жёсткой борьбы с коррупцией.
«Катаиб» выражает политическую солидарность с борьбой сирийской вооружённой оппозиции против режима Башара Асада. Высказываясь за военный нейтралитет, партия требует прекратить вмешательство «Хезболла» на стороне сирийских властей.
На выборах президента Ливана 2014—2016 «Катаиб» в составе «Коалиции 14 марта» поддерживал кандидатуру Самира Джааджаа. Однако в 2016 году Джааджаа неожиданно поддержал кандидатуру своего давнего противника Мишеля Ауна. Такое решение привело к конфликту «Ливанских сил» с «Катаибом». Сами Жмайель отказался поддержать союз Джааджаа с Ауном.

## Руководители

### Первые лица
- Пьер Жмайель (1936—1984)
- Элие Карам (1984—1986)
- Жорж Сааде (1986—1998)
- Мунир Хадж (1998—2001)
- Карим Пакрадуни (2001—2007)
- Амин Жмайель (2005—2007 как высший президент; 2007—2015 как председатель)
- Сами Жмайель (с 2015)

### Руководящий состав с 2015
- Сами Жмайель — председатель
- Жозеф Абу Халил — первый заместитель председателя
- Салим Сайе — второй заместитель председателя
- Рафик Ганет — генеральный секретарь